# Bulbophyllum erectum
Bulbophyllum erectum là một loài phong lan thuộc chi Bulbophyllum.